# 瓦谷1号墳
瓦谷1号墳（かわらだにいちごうふん、瓦谷古墳）は、京都府木津川市州見台（くにみだい、旧相楽郡木津町市坂）にあった古墳。形状は前方後円墳。瓦谷古墳群を構成した古墳の1つ。現在では墳丘は失われている。出土品・変形四首鏡は京都府暫定登録文化財に登録されている。

## 概要
京都府南部、平城山丘陵末端部の丘陵尾根の先端部に築造された古墳である。一帯は関西文化学術研究都市として開発されており、1986年（昭和61年）以降の開発に伴う発掘調査で、前方後円墳1基（1号墳）・方墳（方形周溝墓）8基・円墳（円形周溝墓）1基・木棺墓1基・埴輪棺墓26基・土器棺墓2基・土壙墓8基以上が確認されている。
墳形は前方後円形で、前方部を南方向に向けた（調査時点で前方部墳丘は削平）。墳丘外表に段築・葺石はないが、埴輪が検出されている。埋葬施設は後円部における粘土槨（内部に平底木棺）・組合式箱形木棺の2基。西側の粘土槨（第1主体）の調査では、中央部が盗掘に遭っているものの、鍬形石製品・武器・農工具・甲冑が検出されている。東側の組合式箱形木棺（第2主体）の調査では、銅鏡（仿製獣首鏡）・竪櫛・ガラス小玉・武器のほか、推定有機質地漆塗短甲・推定有機質地漆塗草摺・革製漆塗靫が検出されている。また墳丘内・墳丘裾には、埴輪棺・土器棺などの従属埋葬が認められる。
築造時期は、古墳時代前期後半の4世紀後半頃と推定される。木津川流域では、瓦谷古墳群のほかにも中小古墳群が点在しており、それぞれの群は小地域社会の基盤上に営まれたとされる。なかでも瓦谷古墳群は、大和から東方の伊賀・伊勢へ抜ける交通路上の要衝に位置しており、1号墳は初期甲冑を保有する前期前方後円墳であることから、畿内ヤマト王権の東方進出を考察するうえで重要視される。

## 墳丘
墳丘の規模は次の通り。
- 墳丘長：51メートル
- 後円部
  - 直径：推定復元35メートル
  - 高さ：約5メートル（調査時点）
- 前方部
  - 長さ：22メートル
  - 幅：18メートル

## 出土品

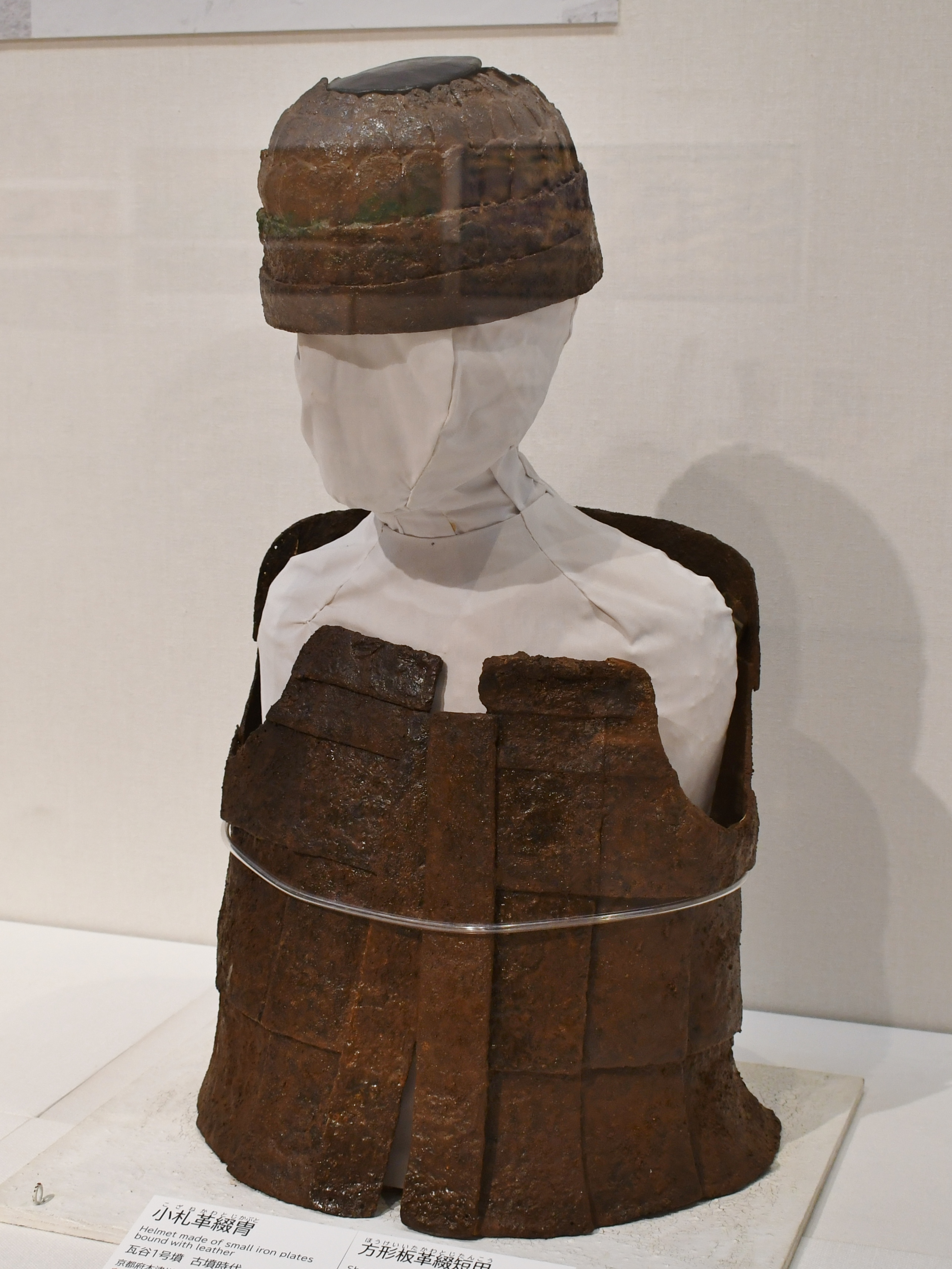
甲冑木津川市教育委員会蔵、兵庫県立考古博物館企画展示時に撮影。

発掘調査で検出された副葬品は次の通り。
| 第1主体 （粘土槨・平底木棺） | 第1主体 （粘土槨・平底木棺）                                                                         | 第2主体 （組合式箱式木棺） | 第2主体 （組合式箱式木棺）                                                               |
| ---------------------------- | --- | -------------------------- | ---------------------------------------------------------------------------------------- |
| 棺内                         | 鍬形石製品 3 方形板革綴短甲 1 小札革綴冑 1 鉄鏃 46 鉄剣 1以上 鉄刀子 1以上 鑿 破片 鉇 破片 ヤス 破片 | 棺内 中央区画              | 仿製獣首鏡 1 竪櫛 1以上 鉄剣 1 鉄刀 1                                                    |
| 棺内                         | 鍬形石製品 3 方形板革綴短甲 1 小札革綴冑 1 鉄鏃 46 鉄剣 1以上 鉄刀子 1以上 鑿 破片 鉇 破片 ヤス 破片 | 棺内 北側区画              | ガラス小玉 5 竪櫛 18 推定有機質地漆塗短甲 1 推定有機質地漆塗草摺 1 鉄刀子 1 針状鉄製品 1 |
| 棺内                         | 鍬形石製品 3 方形板革綴短甲 1 小札革綴冑 1 鉄鏃 46 鉄剣 1以上 鉄刀子 1以上 鑿 破片 鉇 破片 ヤス 破片 | 棺内 南側区画              | 革製漆塗靫 1 （銅鏃1、鉄鏃40）                                                           |
| 棺外                         | 鉄槍 7                                                                                               | 棺外                       | 鉄刀 1 鉄槍 4 鉄鉾 2 鉄斧 1                                                              |

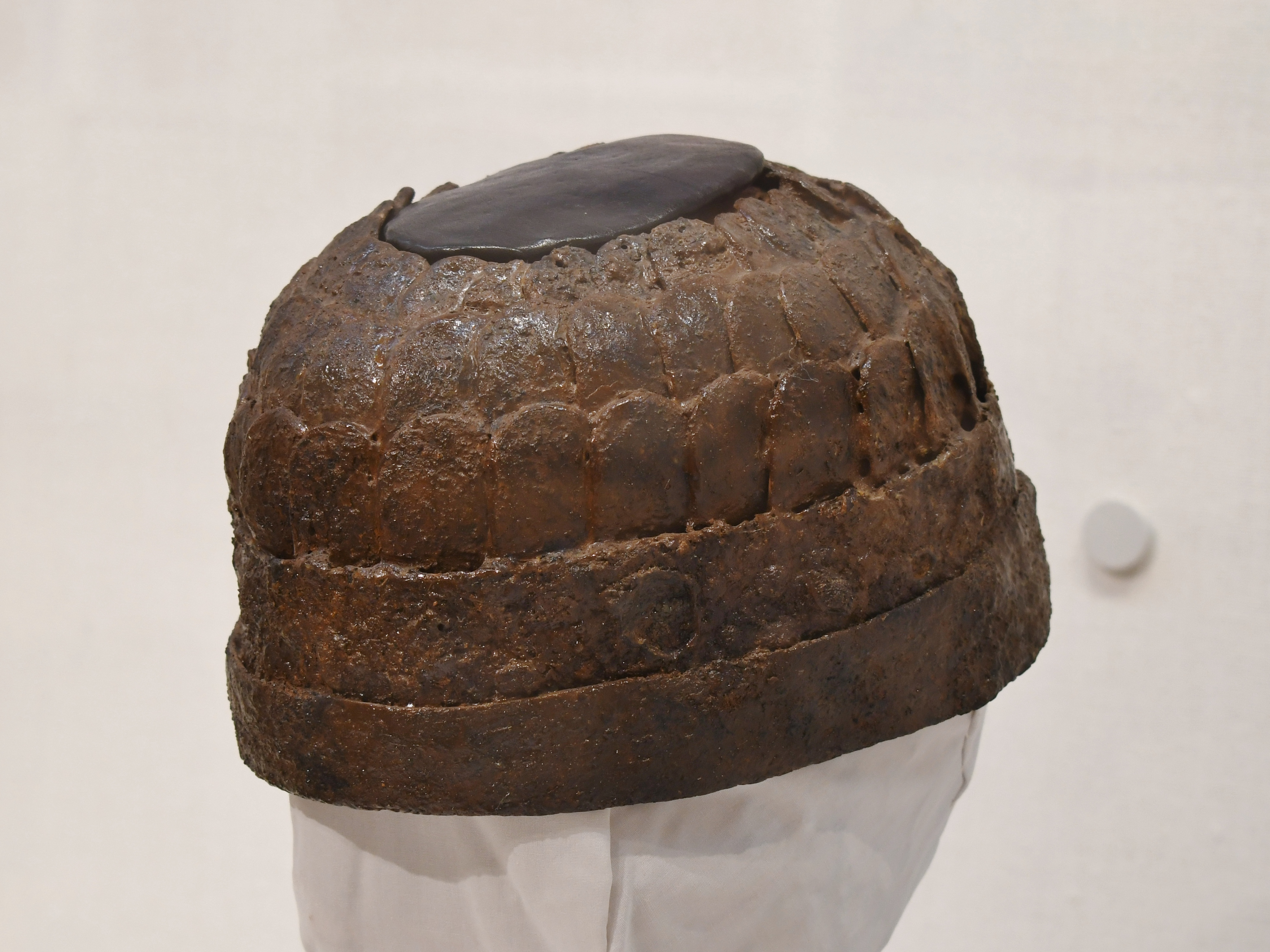
小札革綴冑
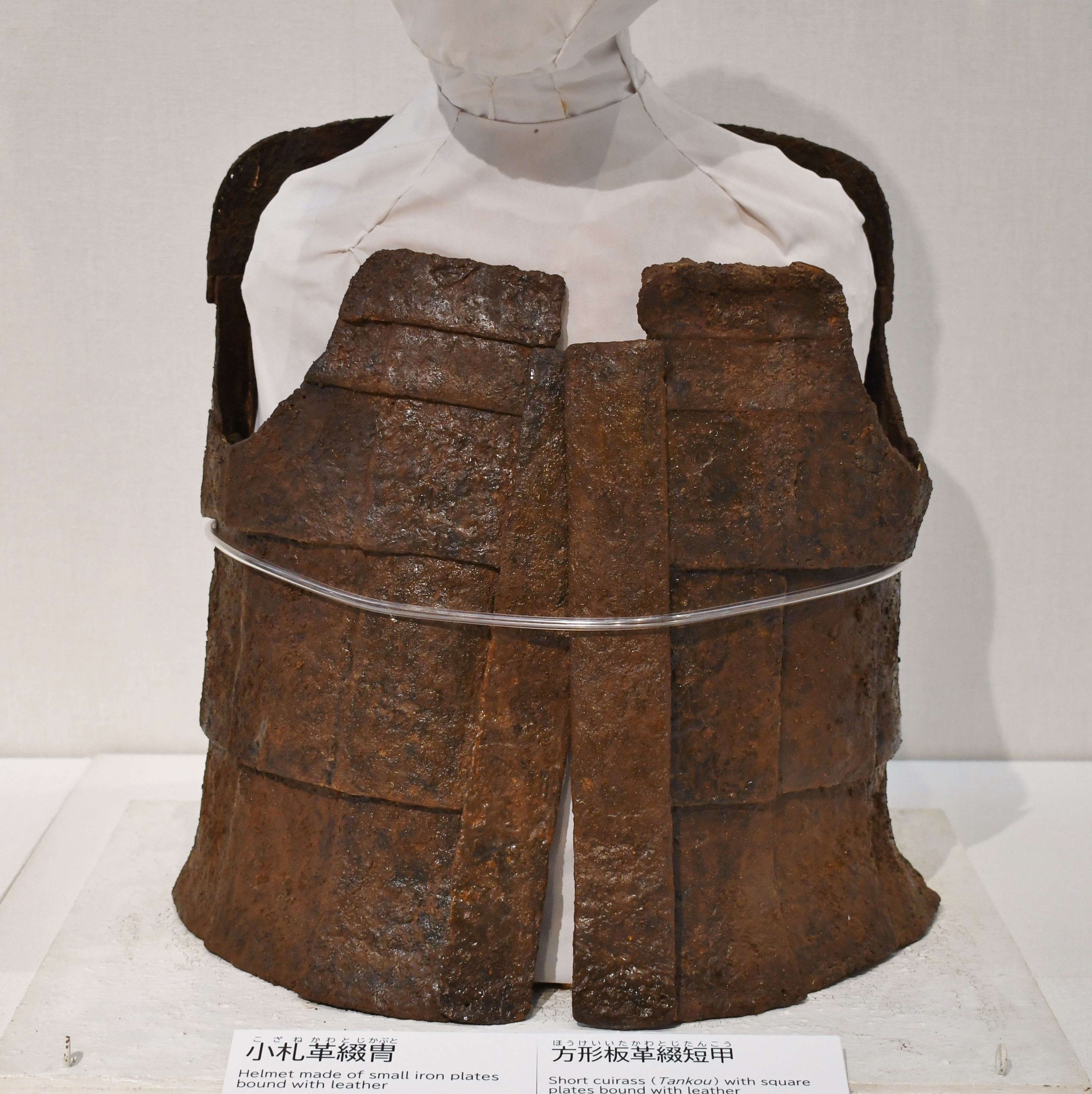
方形板革綴短甲

## 文化財

### 京都府暫定登録文化財
- 有形文化財
  - 瓦谷1号墳出土品（考古資料） - 2017年（平成29年）9月29日登録。
    - 鉄短甲 1領
    - 鉄冑 1頭

  - 変形四首鏡 瓦谷古墳第2主体部出土（考古資料） - 2018年（平成30年）3月23日登録。